# Colline Savonesi
Colline savonesi è una Indicazione geografica tipica riservata ad alcuni vini la cui produzione è consentita nella provincia di Savona.

## Tecniche di produzione
Tra le uve con cui ne è consentita la produzione vi sono il Lumassina (vitigno autoctono ligure) e la Granaccia di Quiliano (in dialetto ligure Granassa, clone di Alicante, Grenache e Cannonau).

## Abbinamenti gastronomici
Antipasti:
- bagnet verd: acciughe dissalate in salsa verde [2]
- acciughe sotto sale, dissalate e poste sott'olio e pasta d'acciughe
- Alici marinate [3], e insalata di mare.

Primi piatti di pasta, zuppe di pesce:
- risotto al vino bianco,
- Trofiette al pesto,
- Bouillabaisse.

Secondi piatti di carne, pesce:
- Gran bollito misto [4]
- Fritto misto di pesce [5]
- gamberi e merluzzo bolliti [6] conditi con olio/limone,
- sogliola alla mugnaia [7],
- orata al forno. Wikibooks. Libro di cucina. Ricette.

Contorni:
- carciofi e broccoli fritti [8]
- melanzane e zucchine impanate e fritte [9]
- Frittelle di zucchine [10].

Nelle tipologie più strutturate anche con 
- formaggi caprini
- formaggi erborinati
- Pecorino sardo

Dolci:
- frittelle [11]
- Frittelle di mele [12]
- Canestrelli [13]

Fast food:
- Focaccia genovese
- Patatine
- Pizza